# Sam Mewis
Sam Mewis, née le 9 octobre 1992 à Weymouth, est une joueuse internationale américaine de soccer évoluant au poste de milieu de terrain au Kansas City Current.

## Biographie

### Carrière en club
Sam Mewis débute le football aux côtés de sa sœur aînée Kristie au Massachusetts avec les Whitman-Hanson Panthers. Elle part ensuite à l'université de Californie où elle évolue en NCAA avec les UCLA Bruins, avant d'être draftée en 4e position par le Western New York Flash en 2015. Après une première saison où elle est nommée dans la catégorie Rookie Of The Year, elle remporte la NWSL avec sa franchise en 2016. La saison suivante, elle rejoint le North Carolina Courage, nouvelle franchise qui prend la suite du WNY Flash. Le Courage termine premier de la saison régulière en 2017, 2018 et 2019, et remporte les play-offs en 2018 et en 2019.
En août 2020, alors que le championnat américain est suspendu, Sam Mewis signe à Manchester City en WSL pour garder du temps de jeu en vue des Jeux Olympiques de Tokyo. Elle y remporte une FA Cup. Elle retourne un an plus tard au North Carolina Courage.
En novembre 2021, elle est recrutée par le Kansas City Current en échange de Kiki Pickett et du premier choix à la draft.

### Carrière en sélection
Sam Mewis est appelée pour la première fois avec l'équipe des États-Unis en 2014, et fait ses débuts contre la Suède lors de l'Algarve Cup. Elle manque la Coupe du monde 2015 et n'est que réserviste pour les Jeux Olympiques de Rio, mais remporte le Championnat de la CONCACAF en 2018, puis la Coupe du monde 2019. Aux Jeux Olympiques de Tokyo, elle retrouve sa sœur Kristie dans l'USWNT et remporte le bronze.

## Palmarès

### En sélection
- Coupe du monde :
  - Vainqueur : 2019.
- Jeux Olympiques :
  - Médaille de bronze : 2021
- Championnat de la CONCACAF :
  - Vainqueur : 2018.
- SheBelieves Cup :
  - Vainqueur : 2016, 2020.
- Coupe du monde -20 ans :
  - Vainqueur : 2012.
- Championnat de la CONCACAF -20 ans :
  - Vainqueur : 2012.

### En club
- UCLA Bruins :
  - NCAA : 2013
- North Carolina Courage :
  - NWSL Shield (3) : 2017, 2018 et 2019
  - NWSL Championship (2) : 2018 et 2019
- Manchester City :
  - FA Cup : 2019-2020

### Récompenses individuelles
- Joueuse américaine de soccer de l'année : 2020
- NWSL Best XI : 2017